# Stolnoteniski športski klub "Darda" Darda
Stolnoteniski športski klub "Darda" Darda (skraćeni naziv: STŠK "Darda" Darda), prvi je put osnovan 1983. godine. Zbog rata bio je u stanju mirovanja od 1991. do 1996. godine kad je u Osijeku održana nova osnivačka skupština. Prave aktivnosti, međutim, počinju 2000. godine kad je u Dardi izabrano novo rukovodstvo kluba, koje otada radi na unapređenju stolnog tenisa.
Seniorska ekipa natjecala se 2006. godine u 3. hrvatskoj ligi Slavonije i Baranje, gdje je završila na 2. mjestu pa je očekuje kvalifikacijski ciklus za popunu 2. lige. Za taj visoki plasman najveće zasluge pripadaju igraču Tomislavu Vilagošu, nekadašnjem prvoligašu, koji je ostvario gotovo sve pojedinačne pobjede te je bio uvjerljivo najbolji igrač 3. lige Istok. 
Od 2001. godine STK "Darda" ima i školu stolnog tenisa za djecu od 6 do 12 godina pod vodstvom braće Tibora i Janoša Bonija. U toj školi su poniknuli i mladi perspektivni igrači Robert Boni, Karlo Boni, Kristina Posavec i Anamarija Biro. Klub egzistira zahvaljujući entuzijazmu braće Boni i starijih seniorskih igrača (Mario Bošnjaković, Lenko Kurtek, Tomislav i Darko Vilagoš). Treninzi se održavaju u jednoj od učionica nekadašnje srednje škole u Dardi, dok se ligaški mečevi odigravaju u prostorijama Odvodnje.
Svake godine klub organizira dva tradicionalna turnira te Otvoreno prvenstvo Baranje za mlađe kadete i kadete kao i Pozivni seniorski turnir u povodu Dana općine Darda, koji se obilježava u lipnju.

## Vanjske poveznice
Stolnoteniski klub "Darda"
Izvor: 
- Marijan Belčić: "Stolnotenisači Darde sezonu završili na drugome mjestu", Baranjski dom, I, 4, 13 - Beli Manastir, 3-4. V. 2006.